# Varg Vikernes
Louis Cachet, geboren als Kristian Vikernes en bekend geworden onder het pseudoniem Varg Vikernes, (Bergen, 11 februari 1973) is een Noors musicus die veroordeeld werd voor moord en brandstichting.

## Levensloop
In 1993 liet hij zijn voornaam Kristian vervangen door Varg (Zweeds voor 'wolf'). Later gebruikte hij ook de naam Varg Qisling.
Vikernes stond aan de wieg van het blackmetalproject Burzum. Enige tijd nadat hij met de blackmetalgroep Mayhem speelde voor het album De Mysteriis Dom Sathanas begaf hij zich in extreemrechts vaarwater, begon hij zich fel tegen het christendom te keren. Vikernes' daden verstoorden de openbare orde in Noorwegen: in 1994 werd hij wegens brandstichting van drie kerken en één kapel (Skjold, Åsane, Storetveit en de Holmenkollen kapel) en voor moord op Øystein 'Euronymous' Aarseth, gitarist van de band Mayhem, tot 21 jaar gevangenisstraf veroordeeld. Vikernes bekende Aarseth te hebben gedood, maar pleitte zelfverdediging. Hij ontkende betrokkenheid bij de brandstichtingen. In de gevangenis veranderde hij zijn naam in Varg Qisling Larssøn Vikernes. Varg is Zweeds voor wolf. Vikernes richtte het Allgermanische Heidnische Front mee op en is een actief promotor van Ásatrú, de oude religie van Scandinavië.
In de gevangenis schreef Vikernes een aantal essays over politiek, religie, over de begindagen van Burzum en de moord op Euronymous. Vikernes publiceerde ook drie boeken: Vargsmal, Irminsul en Germansk Mytologi Og Verdensanskuelse.
In 2003 schond Vikernes de voorwaarden van zijn penitentiair verlof. De avond van de dag van zijn verdwijning werd hij opgepakt in het bezit van een auto, een verzameling wapens en een vals paspoort. In 2006 en in 2008 werd een verzoek om vervroegde vrijlating van Vikernes afgewezen. De rechter achtte hem ongeschikt om terug te keren in de maatschappij voor hij een rehabilitatieprogramma had afgewerkt.

### Vrijlating
Op 10 maart 2009 werd bekendgemaakt dat Varg Vikernes na 16 jaar celstraf (van de uitgesproken 21) zou vrijkomen. Op 24 mei 2009 werd hij vrijgelaten. Vikernes ging naar Bø (Telemark) waar hij een kleine boerderij had gekocht.

### Arrestatie juli 2013
Op 16 juli 2013 werd Vikernes gearresteerd door de Franse politie, de reden hiervoor was dat hij "waarschijnlijk een aanslag op grote schaal zou plegen", aldus het Franse Ministerie van Binnenlandse Zaken. De aanleiding van de arrestatie was dat zijn vrouw legaal vier geweren had gekocht via een wapenclub.

## Discografie
Burzum
- Burzum (1992)
- Aske (1993)
- Det Som Engang Var (1993)
- Hvis Lyset Tar Oss (1994)
- Filosofem (1996)
- Dauði Baldrs (1997)
- Hliðskjálf (1999)
- Belus (2010)
- Fallen (2011)
- From the Depths of Darkness (2011)
- Umskiptar (2012)
- Sôl Austan, Mâni Vestan (2013)
- The Ways of Yore (2014)
- Thulêan Mysteries (2020)

Mayhem
- De Mysteriis Dom Sathanas (1994)
- Life Eternal (2009)